# Pets
Pets är ett svenskt popband bildat i Alfta/Edsbyn 2004. Bandmedlemmarna var från början flyktigt bekanta och började spela tillsammans tack vare en gemensam förkärlek för bland annat The Kinks och Motownakter som The Isley Brothers. De första skivsläppen, som man gav ut på egen hand, uppmärksammandes några gånger, främst i svensk radio (P3 och P4). Mer eller mindre slumpmässiga omständigheter ledde till en spelning på Point FMR i Paris 2007 och senare till ett skivkontrakt med franska April 77 Records.

## Officiella skivsläpp
Pets signade 2008 med april 77 Records som gav ut en EP och en singel med bandet. Pets medverkade även på två samlingsskivor för labeln. Efter detta gick de skilda vägar.
Pets debutalbum släpptes mars 2010 på Japanska bolaget Art Union Recordings.
Sedan juni 2010 ger Pets ut sin musik via Nineteen Eighty Records. Låten ”A Good Day For Telling Lies” användes av Renault i deras TV/Radio-reklam under 2010/2011/2012 i de flesta europeiska länder.

## Medlemmar
- Jonas Olsson - sång
- Jonas Linngård - studio
- Per Zetterqvist - gitarr, banjo, melodika och percussion
- Kristin Träff - klaviatur, dragspel, melodika och percussion
- Erik Sundell - gitarr

## Diskografi
- Pets (singel) (2008)
- This Is Music (2009)
- Giving Up's The Hardest Thing (2009)
- We Are Music (2009)
- Pets (album) (2010, Japan)
- A Good Day For Telling Lies (singel) (2010)
- Don't You Say Your Heart's Broken (singel) (2012)
- Birthday Boy (singel) (2012)